# Italo Gismondi
Italo Gismondi (ur. 12 sierpnia 1887 w Rzymie, zm. 2 grudnia 1974 tamże) – włoski archeolog i architekt. Znany z Il Plastico, ogromnej makiety urbanistycznej Rzymu, przedstawiającej miasto za czasów Konstantyna Wielkiego.

## Życiorys
Gismondi rozpoczął pracę w Amministrazione delle Antichità e Belle Arti w 1910 r. Został mianowany dyrektorem wykopalisk  w Ostii (Soprintendenza Archaeologica del Lazio–ufficio di Ostia), spędził tam 44 lata, osiągając stanowisko Sopraintendente (naczelnego konserwatora zabytków). Od 1919 do 1938 r. pełnił również analogiczne funkcje w Rzymie (Soprintendenza Archeologica di Roma). Ostia była głównym obszarem zainteresowań Gismondiego, wniósł on fundamentalny wkład w jej badania. Gismondi był szczególnie zainteresowany aspektami architektonicznymi starożytnych budowli.
W latach 1929-1938 uczestniczył w pracach w Cyrenie w Libii, w roku 1929 brał udział w wydobyciu statków-pałaców Kaliguli z dna jeziora Nemi. Od roku 1946 uczestniczył w odsłonięciu greckiego amfiteatru w Syrakuzach na Sycylii. Szczególnie ważnym elementem dorobku Gismondiego jest dokumentacja rysunkowa zabytków, w szczególności najsłynniejszych zabytków Rzymu. Gismondi współpracował również z Soprintendenza alle Antichità degli Abruzzi i Molise, w Abruzji i Molise, z Soprintendenza w Umbrii i Soprintendenza przy wykopaliskach we wschodniej Sycylii. Prowadził też prace archeologiczne w Libii, Cyrenie i Trypolitanii. Jako architekt, zrealizował liczne projekty, w tym plan forów cesarskich w Rzymie w 1933 r., renowację północno-zachodniej części Term Dioklecjana (1927 r.), a także prace nad Planetarium w tym samym kompleksie. 

## Il Plastico
W latach 1935–1971 wraz z modelarzem Pierino Di Carlo Gismondi pracował nad słynną makietą urbanistyczną cesarskiego Rzymu (wł. Il Plastico di Roma Imperiale) w Museo della civiltà romana. Makieta została wykonana w skali 1:250, ale ważniejsze budynki zostały powiększone dla lepszego oddania szczegółów. Makieta została zamówiona przez dyktatora Benito Mussoliniego w 1933 r., na uroczystość okrągłej rocznicy urodzin cesarza Augusta (Mostra Augustea della Romanità w 1937 r.). Opiera się głównie na Forma Urbis Romae w wydaniu przez Lancianiego z III wieku, ale uwzględniała również prace archeologiczne, tak aby aby jak najwierniej przedstawić miasto za czasów Konstantyna Wielkiego na początku IV wieku.